# مدرسة الموهوبين
مدرسة الموهوبين أو ثانوية الموهوبين هي مؤسسة تعليمية مختلطة للطلاب الموهوبين في بغداد، العراق. في كل عام يتقدم الطلاب الموهوبين من جميع أنحاء العراق إلى المدرسة وتدار اختبارات نسبة الذكاء لهم ليتم قبولهم، وتقبل المدرسة أقل من عشرين طالباً كل عام.

## التاريخ
أسست الحكومة العراقية المدرسة عام 1998، وكانت جزءاً من مشروع سري لإعداد طلاب أذكياء للخدمات الشخصية للرئيس السابق صدام حسين. لم تحقق المدرسة هذا الهدف لأن المجموعة الأولى من الخريجين كانت في عام 2003 بعد حرب الخليج الثالثة مباشرةً.
في عامها الأول، قبلت المدرسة 10 طلاب من الذكور عندما بدأت كمدرسة للبنين. في وقتاً لاحق من العام الدراسي 2004-2005 أصبحت المدرسة مختلطة لأنها قبلت 10 طالبات بالإضافة إلى 10 طلاب. 
مديرة المدرسة هي د.وصال الدوري، ثم أصبح الدكتور قاسم جابر حسن مدير المدرسة الجديد وبقي حتى عام 2015، عندما أصبحت د.وصال الدوري مدير المدرسة مرة أخرى ثم أصبح د.حامد غزال مدير المدرسة الى الان
في العام الدراسي 2007-2008 تم إفتتاح مدرسة الموهوبين في أربيل والسليمانية وكذلك تم افتتاح ثلاث مدارس في محافظات الشمال وتحديداً في نينوى ودهوك ومدرسة في مناطق الفرات الأوسط في محافظة النجف وأخرى في البصرة لتكون مركزاً لطلبة الجنوب.
حققت ثانوية الموهوبين المرتبة الأولى على مدارس بغداد في الامتحانات العامة لعام 2010-2011. وكذلك حققت مدرسة الموهوبين في البصرة نسبة نجاح بلغت 100% في الأمتحانات العامة للدراسة الابتدائية للعام الدراسي 2018-2019.

## النظام التعليمي
يكون النظام تعليمي على وجبتين، وجبة صباحية تبدأ في الساعة 8:30 صباحاً وتنتهي في 12:30 ظهراً تعقبها فترة استراحة لمدة ساعة واحدة فقط. ثم تبدأ الوجبة المسائية من الساعة 1:30 ولغاية 3:30 بعد الظهر.
تبدأ السنة الدراسية في 1 سبتمبر وتستمر طيلة أشهر السنة إذ تتضمن الدراسة في العطلة الصيفية. وهناك برامج أثرائية وعلاجية تقدم بأيام محددة لا تزيد عن ثلاثة أيام في الأسبوع بضمنها نشاطات وزيارات ثقافية وعلمية واجتماعية وجلسات نقاشية أضافة إلى المنتديات الثقافية.
يبلغ عدد أيام السنة الدراسية 240 يوماً دراسياً، وتتكون السنة الدراسية من فصلين دراسيين، يبدأ الفصل الأول في 1 سبتمبر وينتهي في 31 يناير.
ويبدأ الفصل الثاني في 16 مارس وينتهي في 30 يونيو من كل عام. العطلة الربيعية مدتها أسبوعان تبدأ في الأول من فبراير وتنتهي في 15 فبراير.
ينال الطلبة رعاية خاصة من خلال توفير مختبرات علمية ومكتبة حديثة ولهم امتيازات خاصة كمخصصات مصرف الجيب وسيارات خاصة لنقلهم. ويُقبل خريجو مدرسة الموهوبين في الكلية أو الجامعة التي يرغب فيها دون شرط المعدل.

## شروط القبول
1. * حصول التلميذ على درجات لا تقل عن 10/10 لكل من مواد العلوم والرياضيات واللغة العربية للصفوف الأول والثاني والثالث الابتدائي.[8]
2. * حصول التلميذ على درجات لا تقل عن 97% لكل من مادتي العلوم والرياضيات للصف الخامس الابتدائي.
3. * حصول تلميذ على مجموع عام لا يقل عن (582) للصف السادس الابتدائي.
4. * حصول الطالب على درجات لا تقل عن 100% لكل من مادتي العلوم والرياضيات للصف الأول متوسط
5. * يستثنى من الشروط أعلاه التلميذ والطالب الذي لديه موهبة ظاهرة وخارقة في الرياضيات والعلوم.[9]

## موقع المدرسة وفروعها
كان موقع المدرسة الأصلي في حي الجامعة ببغداد، لكن تم نقله إلى ثانوية المنصور للبنين بعد أن استهدفه تنظيم القاعدة.
تضم المدرسة الآن ستة فروع في العراق في النجف والبصرة والموصل وذي قار و ميسان والانبار. تم إنشائهن في عام 2007 لتوفير فرص أفضل للطلاب الموهوبين في شمال وجنوب العراق.